# إصبع القلب

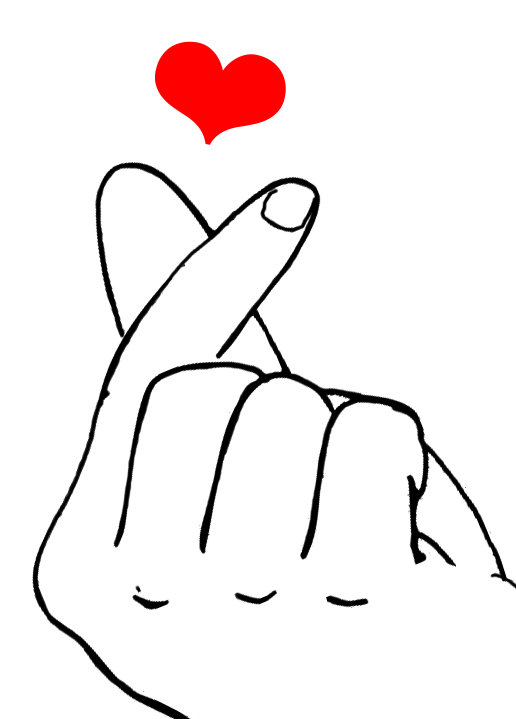
إصبع القلب.

إصبع القلب هي إيماءة شائعة في كوريا الجنوبية حيث يجتمع إصبع السبابة والإبهام معًا لتشكيل قلب صغير.